# 새천년기념관

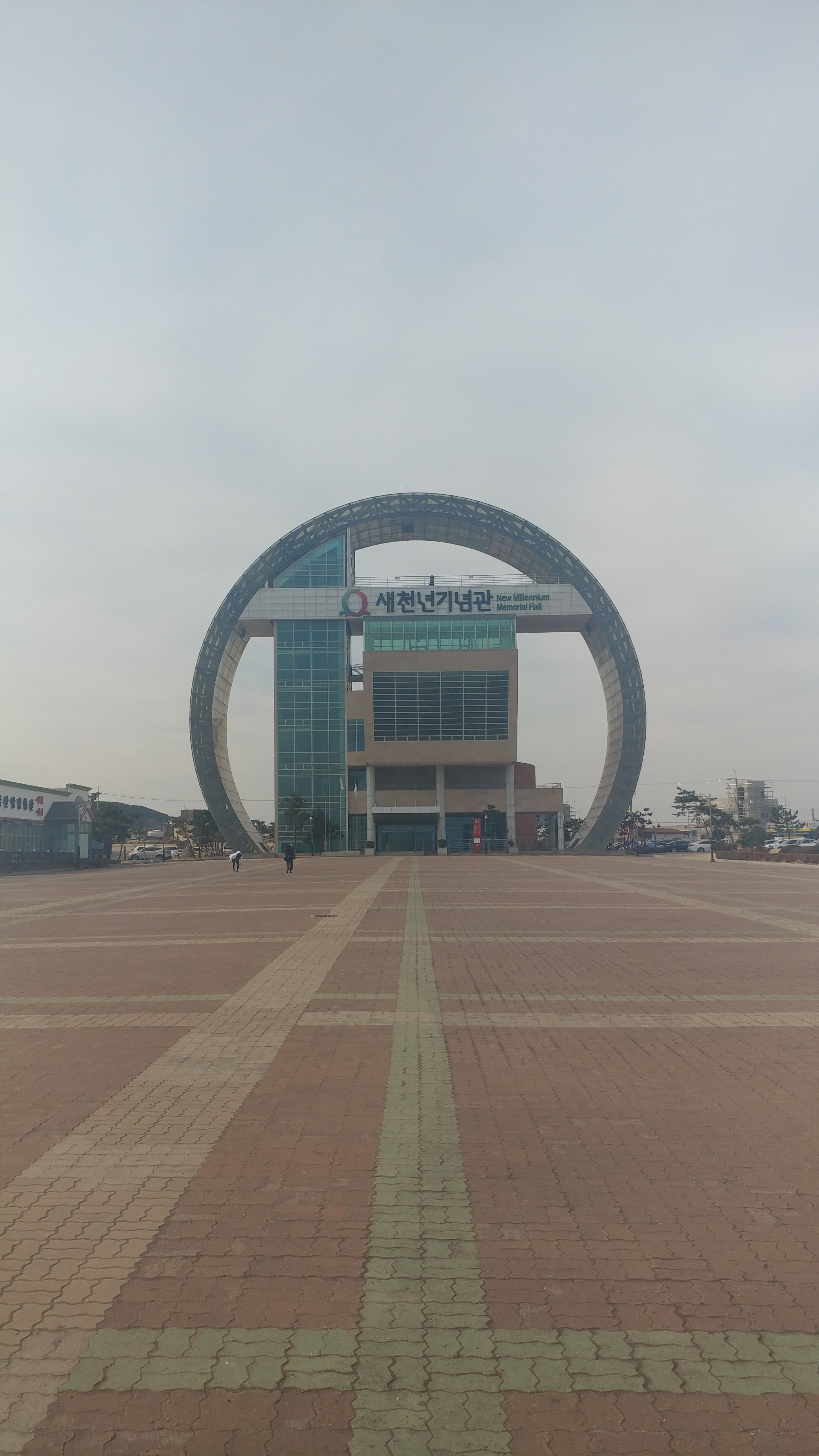
새천년기념관

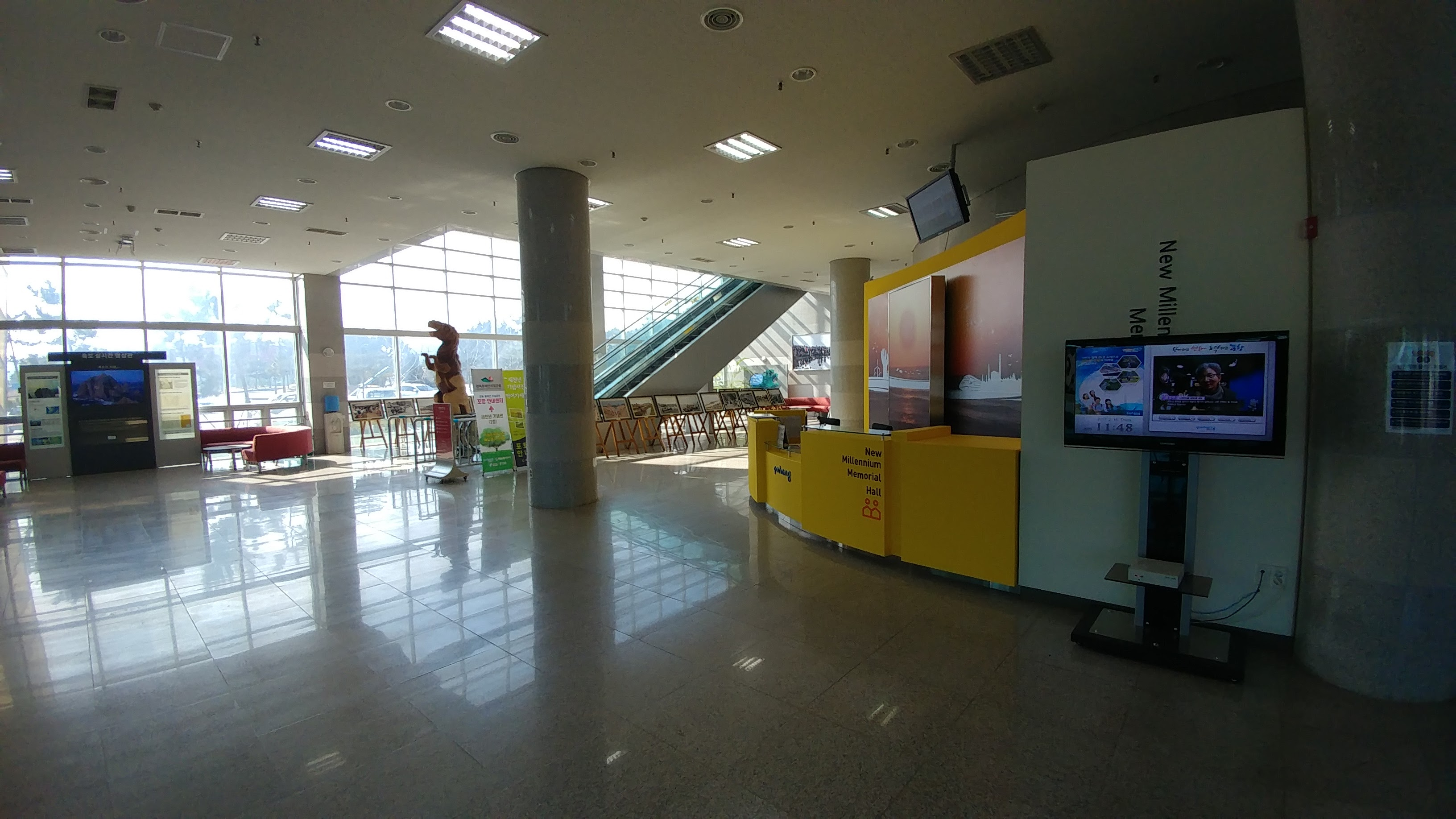
새천년기념관 내부 홀

새천년기념관은 경북 포항시 남구 호미곶면 해맞이로 136에 위치한 기념관으로 일출행사개최를 기념하고 한국의 통일을 기원하기 위해 건설되어 2009년 12월 28일 개관하였다.